# Kaplica Kampianów

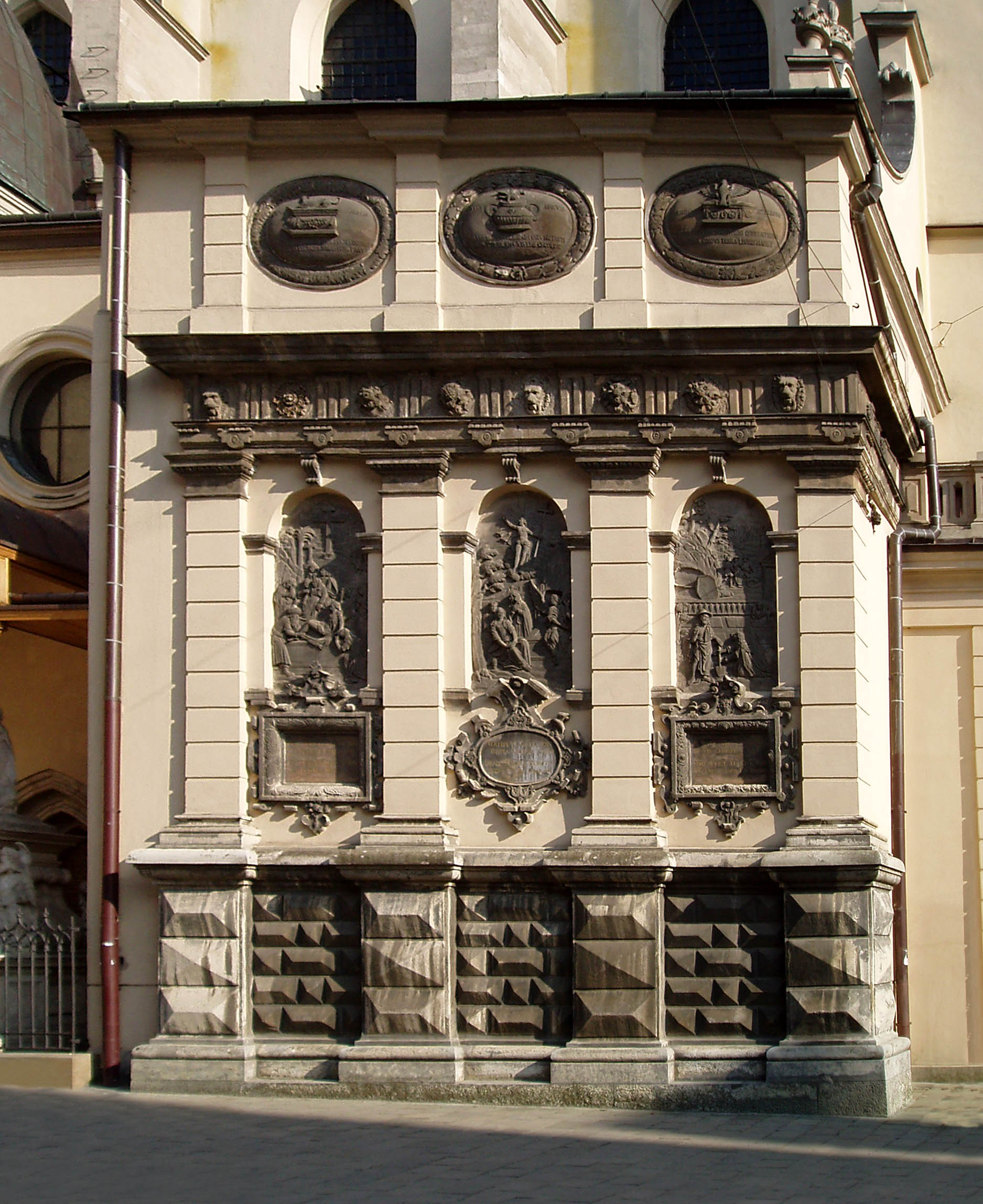
Fasada kaplicy Kampianów (2011 r.)

Kaplica Kampianów – jedna z najwspanialszych renesansowych kaplic katedry łacińskiej we Lwowie zbudowana na polecenie i z funduszy burmistrza i doktora medycyny Pawła Kampiana dla niego i jego syna Marcina (lekarza, rajcy i burmistrza), tworząca rodzinne mauzoleum Kampianów, które następnie było wykorzystywane także przez spokrewnione z nimi rody Ostrogórskich i Groswajerów.
Zbudowana w XVI−XVII w. przez Pawła Rzymianina na miejscu kaplicy Strumiłłów. Renesansowy ołtarz z czarnego marmuru autorstwa Henryka Horsta ozdobiony jest obrazem Chrystusa, a w bocznych niszach umieszczono figury św. Piotra i Pawła wykonane z czerwonego marmuru przez tego samego artystę. Medaliony nad arkadami wyrzeźbił wrocławski artysta Jan Pfister. Wewnątrz kaplicy na ścianach umieszczone są marmurowe rzeźby z popiersiami Kampianów, autorstwa Wojciecha Kapinosa Życzliwego. Kopułę kaplicy pokrywa barokowe malowidło Chrystus przed Piłatem autorstwa Stanisława Stroińskiego z lat 1774−1775.
Na zewnętrznej ścianie kaplicy od strony ulicy Kilińskiego umieszczono kamienne płaskorzeźby.
W roku 1599 Paweł Kampian zapisał w testamencie kwotę 1000 zł na bezprocentowe pożyczki do roku czasu dla mieszczan, która to kwota miała być przechowywana właśnie w kaplicy. Zamierzenia jego zrealizowano dopiero w 1665 roku, z kapitałem początkowym 7000 zł. W latach 1905−1907 przeprowadzono prace restauracyjne według projektu Władysława Sadłowskiego.
W kaplicy pochowano m.in.:
- Pawła Kampiana
- Marcina Kampiana
- Zuzannę z Kampianów Ostrogórską
- Marcina Ostrogórskiego, męża Zuzanny
- Marcjana Groswajera, burmistrza Lwowa i dowódcę obrony podczas najazdu Kozaków w 1648 r.
- Annę z Ostrogórskich Groswajer, żonę Marcjana